# ガルダ (イタリア)
ガルダ（伊: Garda）は、イタリア共和国ヴェネト州ヴェローナ県にある、人口約4,200人の基礎自治体（コムーネ）。

## 地理

### 位置・広がり

#### 隣接コムーネ
隣接するコムーネは以下の通り。括弧内のBSはブレシア県所属を示す。
- バルドリーノ
- コステルマーノ
- マネルバ・デル・ガルダ (BS)
- サン・フェリーチェ・デル・ベナーコ (BS)
- トッリ・デル・ベーナコ

### 気候分類・地震分類
気候分類では、zona E, 2252 GGに分類される。
また、イタリアの地震リスク階級 (it) では、zona 2 (sismicità media) に分類される。